# Shipman (Illinois)
Shipman – wieś w Stanach Zjednoczonych, w stanie Illinois, w hrabstwie Macoupin.